# Могилёв-Подольский молокозавод
Могилёв-Подольский молокозавод — предприятие пищевой промышленности в городе Могилёв-Подольский Могилёв-Подольского района Винницкой области Украины.

## История
После начала Великой Отечественной войны с 23 июня 1941 года начались воздушные бомбардировки города. 
4 июля советские войска отступили на левый берег Днестра, 7 июля 1941 года начались бои за Могилёв-Подольский. 19 июля 1941 года он был оккупирован немецко-румынскими войсками и включён в состав Румынии. Перед отступлением гитлеровцев все промышленные предприятия города были разрушены. 19 марта 1944 года город был освобождён советскими войсками.
В марте - апреле 1944 года улицы города были расчищены от обломков. В дальнейшем, началось восстановление городского хозяйства. После того, как были восстановлены городская электростанция и водопровод, здесь был построен и введён в эксплуатацию Могилёв-Подольский маслодельный завод.
В целом, в советское время маслозавод входил в число ведущих предприятий города.
В мае 1995 года Кабинет министров Украины утвердил решение о приватизации маслозавода. В дальнейшем, государственное предприятие было преобразовано в открытое акционерное общество "Могилёв-Подольский молокозавод".
Завод занимался переработкой молока и производством цельномолочной продукции, сливочного масла, мороженого и казеина. В 2007 году он произвёл продукции на 29,24 млн. гривен.
Начавшийся в 2008 году экономический кризис осложнил положение предприятия. 28 марта 2008 года хозяйственный суд Винницкой области возбудил дело о банкротстве завода - в связи с неоплатой предприятием собственных векселей по заявлению кредитора.
Позднее завод перешёл в собственность компании «Терра Фуд» и использовался как молокоприёмный пункт.
24 мая 2018 года хозяйственный суд Винницкой области возбудил дело № 902/224/18 о банкротстве молокозавода.